# Ningguo
Ningguo, tidigare romaniserat Ningkwo, är en stad på häradsnivå som ligger inom Xuanchengs stad på prefekturnivå i provinsen Anhui i östra Kina.

## Administrativ indelning
Ningguo är indelat i sex stadsdelsdistrikt, åtta köpingar och fem socknar (varav en etnisk minoritetssocken).
Stadsdelsdistrikt (jiedao):

- Heli (河沥溪街道)
- Nanshan (南山街道)
- Tianhu (天湖街道)
- Wangxi (汪溪街道)
- Xijin (西津街道)
- Zhufeng (竹峰街道)

Köpingar (zhen):

- Gangkou (港口镇)
- Hule (胡乐镇)
- Jialu (甲路镇)
- Meilin (梅林镇)
- Ningdun (宁墩镇)
- Xianxia (仙霞镇)
- Xiaxi (霞西镇)
- Zhongxi (中溪镇)

Socknar (xiang):

- Fangtang (方塘乡)
- Nanji (南极乡)
- Qinglong (青龙乡)
- Wanjia (万家乡)

Etnisk minoritetssocken (zu xiang):
- Yunti (云梯畲族乡) (för shefolket)